# Beeldenroute Vrederust
Beeldenroute Vrederust is een kunst- en beeldenroute op het terrein van de instelling Vrederust in Halsteren. Hier is een overzicht van de beelden.
| Geplaatst | Omschrijving               | Kunstenaar            | Straat               | Plaats         | Materiaal | Afbeelding |
| --------- | -------------------------- | --------------------- | -------------------- | -------------- | --------- | ---------- |
| 1970      | Phoenix                    | Kees Keijzer          | Halsteren, Vrederust | Bergen op Zoom |           |            |
| 1999      | Pinksterbeeld              | Frank R. Boogaard     | Halsteren, Vrederust | Bergen op Zoom |           |            |
| 2001      | Vleugels van Liefde        | Toni Claes-Leus       | Halsteren, Vrederust | Bergen op Zoom |           |            |
| 2000      | Echtpaar                   | Arie Kalisvaart       | Halsteren, Vrederust | Bergen op Zoom |           |            |
|           | Vicieuze circel            | Niels Lous            | Halsteren, Vrederust | Bergen op Zoom |           |            |
| 1999      | Zonder titel               | Paul Vendel           | Halsteren, Vrederust | Bergen op Zoom |           |            |
| 2002      | Anders                     | Sofie van Daal        | Halsteren, Vrederust | Bergen op Zoom |           |            |
| 1999      | Swallow flight             | Ben van Lier          | Halsteren, Vrederust | Bergen op Zoom |           |            |
|           | zonder titel               | Jan Smeijers          | Halsteren, Vrederust | Bergen op Zoom |           |            |
| 2000      | De weg terug               | Willem Kind           | Halsteren, Vrederust | Bergen op Zoom |           |            |
|           | Spiegelen                  | Frits Karman          | Halsteren, Vrederust | Bergen op Zoom |           |            |
| 2002      | zonder titel               | Dirk Moleveld         | Halsteren, Vrederust | Bergen op Zoom |           |            |
| 1997      | Man - Vrouw                | Hein Vree             | Halsteren, Vrederust | Bergen op Zoom |           |            |
| 2000      | In gesprek met             | Piet Hein Stulemeijer | Halsteren, Vrederust | Bergen op Zoom |           |            |
| 1988      | Dein                       | Tine van de Weyer     | Halsteren, Vrederust | Bergen op Zoom |           |            |
| 2001      | Gezin                      | Toni Claes-Leus       | Halsteren, Vrederust | Bergen op Zoom |           |            |
|           | Heilige huisjes            | Helen Vergouwen       | Halsteren, Vrederust | Bergen op Zoom |           |            |
|           | Nieuwsgierig               | Arie Kalisvaart       | Halsteren, Vrederust | Bergen op Zoom |           |            |
| 1993      | 4 vechtende mannen         | Ubbo Scheffers        | Halsteren, Vrederust | Bergen op Zoom |           |            |
| 2000      | Openheid Geslotenheid      | Kim Cloquet           | Halsteren, Vrederust | Bergen op Zoom |           |            |
|           | Mariëlle zittend in de zon | Jos Lobee             | Halsteren, Vrederust | Bergen op Zoom |           |            |
|           | Eens                       | Lotte Joris           | Halsteren, Vrederust | Bergen op Zoom |           |            |
|           | onbekend                   |                       | Halsteren, Vrederust | Bergen op Zoom |           |            |